# Bas-Caraquet
Cet article concerne le village canadien. Pour la ville voisine, voir Caraquet. Pour les autres significations, voir Caraquet (homonymie).
Bas-Caraquet est un ancien village du Nouveau-Brunswick, au Canada. Il fait partie de la ville de Caraquet depuis la réforme de la gouvernance locale du 1er janvier 2023.

## Géographie

### Géographie physique

#### Situation

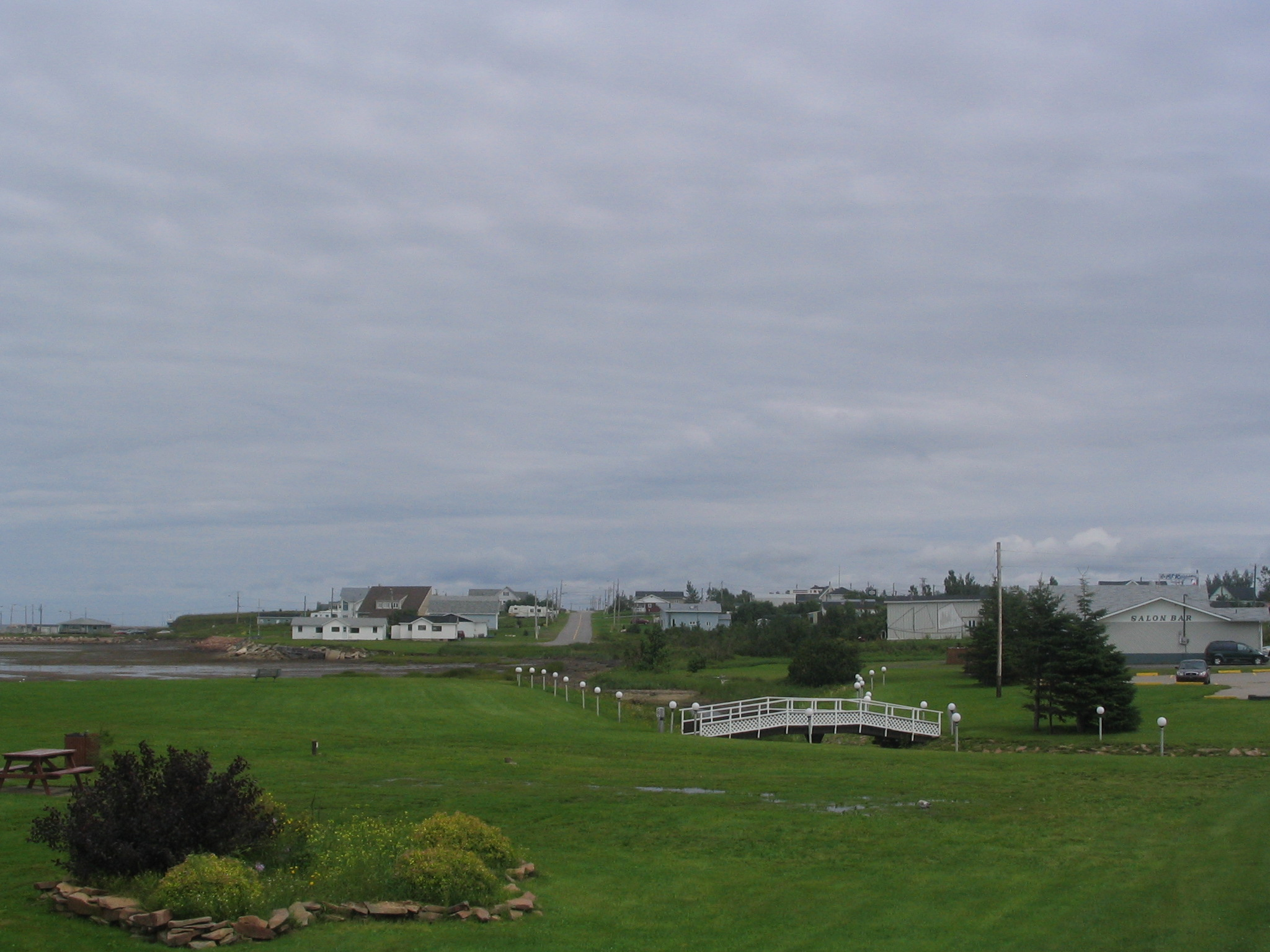
Bas-Caraquet, photo prise du Parc des Fondateurs. La marina est visible à gauche.

Le village de Bas-Caraquet est situé sur des basses terres bordées au nord par la baie des Chaleurs et au sud par la baie Saint-Simon. Il est limitrophe de Caraquet à l'ouest et de Pokesudie à l'est. Il fait face à l'île de Caraquet. La péninsule gaspésienne, située à une trentaine de kilomètres au nord, est visible du village et on peut distinguer les montagnes et même les maisons. Bas-Caraquet a une superficie de 31,00 kilomètres carrés.
Bas-Caraquet est généralement considérée comme faisant partie de l'Acadie.

Carte topographique de Bas-Caraquet.

#### Topographie
Le village de Bas-Caraquet est situé dans les basse-terres des Maritimes. Le terrain est généralement plat et légèrement incliné vers l'est, sauf à l'ouest où le terrain est plus ondulé. Un plateau d'une altitude de trente mètres se trouve au sud-est du village et ayant une pente de 9 % à 16 %. Dans le village, les pentes varient entre 3 % et 8 %. L'altitude varie entre 0 et 8 mètres, sauf dans la partie ouest où elle varie de 8 à 15 mètres. Il y a de petites falaises à l'ouest, soit entre les deux ports. Entre le village et Pokesudie se trouve l'Islet, ou Petite-île. Celle-ci a une superficie de 18 acres et est entourée de marécage.

#### Hydrographie
En raison de sa situation sur une petite péninsule, le village ne possède pas de bassin hydrographique important. Dans le sens horaire, à partir du nord-ouest, on retrouve le ruisseau Isabelle, le ruisseau à Osias et son affluent le ruisseau à Sivret, le ruisseau de la Chaloupe, le ruisseau à Canard, le ruisseau creux et le ruisseau à Chenard, à ne pas confondre avec un autre du même nom coulant à Caraquet. Les trois premiers se déversent dans la baie des Chaleurs, tandis que les autres le font dans la baie Saint-Simon. Il y a aussi quelques autres ruisseaux de faible importance. Il y a quelques étangs dans les terres.
Le village est séparé de Pokesudie par la Petite Passe. Dans ce détroit se trouve une autre île plus petite appartenant au village, la Petite Île.
Bas-Caraquet compte également plusieurs grandes tourbières, qui sont elles aussi à l'extérieur des quartiers habités. Il y a enfin plusieurs marais côtiers, dont les principaux sont près du centre du village, au ruisseau à Osias et l'autre est dans la Petite Passe.

#### Géologie
Le sous-sol de Caraquet est daté d'un intervalle débutant au Pennsylvanien et se terminant au cours du Trias. Les dépôts de surface sont probablement d'origine marine.
La roche-mère consiste en grande partie de roches sédimentaires, soit du grès, du schiste et des conglomérats qui sont souvent très fracturés. Une grande partie de l'eau souterraine provient de ces failles à l'intérieur du socle rocheux. Le sol est aussi recouvert d'une couverture de plaine: dépôt de charbon, sable, silt et gravier remanié au-dessus d'une couche de tilt d'ablation de texture argileuse ou de dépôt marin, et ce, sur une assise rocheuse composée de grès fissuré d'une épaisseur de 0,5 à 3 mètres.

#### Climat
Le village de Bas-Caraquet est situé à la limite du climat maritime, dû à la présence de la baie des Chaleurs et du golfe du Saint-Laurent. Les hivers sont plus doux que dans le reste du pays et les étés y sont plus frais. La température moyenne pour le mois de janvier est de −10,9 °C et de 17 °C pour le mois d'août. Le taux d'humidité relatif est de  76 % pour le mois de janvier et de 72 % pour le mois d'août. La moyenne annuelle des précipitations est d'environ 960 mm, un peu sous la moyenne provinciale. Les chutes de neige sont d'environ 300 cm par hiver. Le littoral est exposé à de forts vents, qui endommagent les arbres situés près de la côte. Une station météorologique d'Environnement Canada est située au village et fournit des données pour la région.

#### Faune et flore
Bas-Caraquet est couvert à 50 % de forêt.

### Géographie humaine

#### Transport
La principale route du village est la route 145. Un nouveau chemin de fer, l'Acadian Railway, sera probablement construit dans la région et les travaux commenceront au début 2008. Cela est encore à l'état de rumeurs, mais il y aurait une extension de construite vers le port, où des barges se rendrait vers Lamèque. Il y en fait une importante piste qui suit le tracé de l'ancien chemin de fer et qui parcourt toute la région.
Les gens de Bas-Caraquet se déplacaient autrefois en calèche ou en bateau. Ensuite vint le train, peu à peu remplacé par l'autobus. Ces moyens de transports ayant disparu, le seul moyen de se déplacer sur de longues distances est l'automobile, rendant Bas-Caraquet relativement difficile d'accès. La gare routière et la gare de Bathurst sont situés 80 km à l'ouest. L'aéroport régional de Bathurst est situé quant à lui à 85 km et l'aéroport international du Grand Moncton est à 270 km au sud. Les gens ont souvent à se rendre à Montréal (900 km) pour prendre l'avion.
On parle aussi depuis des décennies de construire un pont entre Morais et Shippagan, ce qui faciliterait le transport vers cette ville, Lamèque et Miscou.

#### Morphologie urbaine
Au nord-ouest se trouve un des deux principaux quartiers. Il est la continuation du quartier LeBouthillier de Caraquet, quartier aussi appelé Middle Caraquet. On y retrouve les deux ports et le parc industriel. Quelques centaines de mètres plus loin à l'est et séparé par un marécage se trouve le bourg de Bas-Caraquet, un quartier centré sur l'église. On y trouve les institutions et quelques commerces. Environ trois kilomètres au sud se trouve le hameau de Morais.

#### Logement
Le village comptait 700 logements privés en 2006, dont 600 occupés par des résidents habituels. Parmi ces logements, 90,0 % sont individuels, 4,2 % sont jumelés, 1,7 % sont en rangée, 2,5 % sont des appartements ou duplex et 1,7 % sont des immeubles de moins de 5 étages. 83,3 % des logements occupés le sont par le propriétaire et 16,7 % sont loués. 81,7 % ont été construits avant 1986 et 17,5 % ont besoin de réparations majeures. Les logements comptent en moyenne 6,2 pièces et ont une valeur moyenne de 72 400 $, comparativement à 119 549 $ pour la province.

## Histoire

### Toponymie
Le village est nommé d'après la baie de Caraquet. Deux théories tentent d'expliquer l'origine de son nom. Ce serait un mot en langue micmaque qui signifie « la rencontre de deux rivières », en référence à la rivière du Nord et la rivière Caraquet. Selon la deuxième, le nom ferait référence à un type de bateau, la caraque. Les Micmacs appellent la ville Calaket. Le gouverneur Nicolas Denys est le premier à faire mention du nom Caraquet, en 1672, dans son livre Description géographique et historique des côtes de l'Amérique septentrionale, avec l'histoire naturelle de ce pays. Il y faisait une courte description des Îles de Tousquet, qui sont les îles de Caraquet et Pokesudie. Ce nom est une erreur parce qu'elles figuraient sur sa carte comme Îles de Caraquet. Les différentes orthographes utilisées au fil des années incluent Karaquet, Quaraqu, Carraquet et Caraquette. Certaines personnes utilisent plutôt le nom l'en bas de Caraquet ou des variantes. Le village est parfois appelé Lower Caraquet en anglais.

### Colonisation européenne
Les Vikings seraient les premiers Européens à avoir visité la région, à partir du XIe siècle. En effet, des coquilles de noyer ont été découvertes à L'Anse aux Meadows. Il n'y a pas de noyer à Terre-Neuve, et l'endroit le plus près où cet arbre pousse est sur la côte est du Canada, incluant le Nouveau-Brunswick.
Selon ce que rapporte Donat Robichaud, la région est visitée par des pêcheurs Normands et Bretons dès la fin du XIIIe siècle. Les Bretons sont en fait bien établis avant 1536. Les Basques chassent la baleine en Europe à partir du XIIe siècle ou plus tôt mais, à la suite de l'effondrement de la population de ces cétacés, commencent à les chasser au sud du Labrador au XVIe siècle, en plus de pêcher la morue. Ces pêcheurs viennent surtout du Pays basque espagnol mais ceux du Pays basque français deviennent de plus en plus nombreux. Ils sont déjà bien installés vers 1540. Contrairement à une idée répandue, ils n'ont pas chassés la baleine de plus en plus loin jusqu'à atteindre l'Amérique mais s'y sont rendus directement. Vers 1632, les pêcheurs de morue basques se déplacent dans des endroits plus reculés, dont Caraquet, Paspébiac et Shippagan, notamment pour éviter les attaques des Inuits et des pirates anglais ou danois, mais aussi à cause de la baisse de la population de baleine et de l'ouverture de la pêche au Svalbard. La pêche basque à Caraquet dure sans encombre jusque vers la fin du XVIIe siècle.
Jacques Cartier jeta l'ancre dans la région de Miscou en juillet 1534 et explora la région pendant quelques jours.
En 1619, l'Association des marchands de Bordeaux fonda un poste de pêche à Miscou. Des jésuites vinrent ensuite pour évangéliser les amérindiens de la région. Nicolas Denys faisait du commerce sur la côte de la baie des Chaleurs et du golfe du Saint-Laurent, incluant à Caraquet. L'association fut ensuite dissoute, les jésuites rappelés en France et Nicolas Denys forcé de quitter l'île pour Nipisiguit.
Le 17 août 1693, le Conseil souverain donne la concession de Pokemouche à Philippe Hesnault, de Nipisiguit, lui ajoutant trois lieues de largeur de chaque côté de la vallée, pour un total de huit lieues par quatre, un territoire qui inclut le site de Bas-Caraquet. Michel Degrez, qui possédait auparavant la seigneurie, devait 200 livres à Hesnault, ce qui explique probablement cette décision. Hesnault ne s'établit pas sur les lieux et d'autres marchands en profitent pour chasser sur ses terres. Il porte plainte au Conseil et obtient gain de cause le 30 août 1705 contre le directeur général de la Compagnie de Mont-Louis, Jean de Clarmont. On ne sait pas avec précision ce qui est arrivé au fief de Pokemouche après la mort d'Hesnault.

### Fondation
En 1731, le Français Gabriel Giraud dit St-Jean est probablement le premier colon à s'établir en permanence dans la région. Il serait en fait arrivé vers les années 1710 et on sait qu'il vivait à Miramichi en 1727. Il serait né en Bretagne. Il vivait sur la rive est du ruisseau Saint-Jean (aujourd'hui Isabelle), à trois quarts de lieues de la route, à la limite entre Caraquet et Bas-Caraquet. Il se maria avec une Micmac et ils eurent au moins deux enfants, Angélique et Jean-Baptiste, ce dernier se mariant lui aussi à une Micmac. Leur nom a disparu mais ils ont quelques descendants, principalement en Gaspésie.

### Grand Dérangement
Les premières années de l'histoire de Caraquet sont intimement liées à la Guerre de Sept Ans. Pour échapper à la déportation, des centaines d'Acadiens se réfugièrent à partir de l'été 1756 au Camp d'Espérance à l'Île Boishébert, dans la rivière Miramichi. Ils y passèrent un hiver terrible et environ 2 000 personnes moururent de la faim et de maladies. Au printemps 1757, une partie de la population décida de s'établir sur le littoral sud de la baie des Chaleurs, entre Népisiguit et Néguac. Deux villages furent fondés sur l'actuel territoire de Bas-Caraquet. L'un étant l'un des trois hameaux de Caraquet, près de chez Gabriel Giraud et l'autre village, qui s'appelait Chipagan, à ne pas confondre avec Shippagan, près de l'actuel hameau de Morais.
À la suite de la bataille de la Ristigouche, le capitaine Saint-Simon se vit confier le commandement d'un bateau corsaire avec 47 hommes d'équipage Normands. En octobre, ils prirent en chasse un bateau britannique, qu'ils capturèrent. Ensuite, une frégate britannique les poursuivit. Ils se réfugièrent dans la baie de Saint-Simon pour échapper à la capture. Ils sabordèrent leur bateau au lieu-dit de La Chaloupe, près du hameau de Morais. Ne pouvant retourner à Restigouche, ils passèrent l'hiver dans la région. Au printemps 1761, Saint-Simon retourna en France, tandis qu'une partie de son équipage s'établit à Caraquet et Bas-caraquet. Certains fondèrent plus tard le village de Saint-Simon.
En juillet et août 1761, Pierre Du Calvet effectua un recensement de la région pour le compte du gouverneur Murray. D'après le recensement, 26 personnes et 5 familles vivaient à Chipagan. À la suite de ce recensement et en représailles de la bataille, le capitaine Roderick MacKenzie captura la plupart des Acadiens de la région, entre Nipisiguit (Bathurst) et Chipagan. Sur les 43 habitants et 11 familles qui vivaient à Chipagan lors du raid, seulement six familles furent laissées sur place. Les autres seront emprisonnés à Halifax (sur l'île George) et au Fort Cumberland. Ceux qui échappèrent à ces attaques s'établirent en d'autres endroits de la baie des Chaleurs, comme à Bonaventure ou à Miscou, au ruisseau des Landry. N'étant pas acadiens, Gabriel Giraud et sa famille n'ont probablement pas été déportés. Cela ferait de Caraquet et Bas-Caraquet un des établissements permanents les plus anciens du Nouveau-Brunswick et de l'est du Canada.
Le marchand britannique Gamaliel Smethurst relatera plus tard ces évènements. Il fut témoin de la déportation de Nipisiguit et ensuite abandonné par son capitaine. Il se rendit à Caraquet avec l'aide de trois Français s'étant cachés dans le bois, probablement des membres de l'équipage de Saint-Simon. Après avoir marchandé, Gabriel Giraud lui donna un canot et l'aide des Micmacs pour qu'il puisse se rendre au Fort Cumberland.

### XIXesiècle
Un premier bureau de poste est fondé à Saint-Paul en 1877.
Le presbytère est construit en 1887 et la chapelle, qui n'existe plus, est construite en 1890.
Le bureau de poste de Caraquet-Centre est fondé en 1893. Le premier curé, Joseph Trudel, fit construire un deuxième presbytère en 1898. La même année, Bas-Caraquet compte également deux magasins et quatre homarderies.

### XXesiècle
L'église Saint-Paul est construite entre 1904 et 1908, l'église Saint-Pierre-aux-Liens étant trop petite pour accueillir la population grandissante de la paroisse. Le bureau de poste de Sewellville ouvre ses portes en 1913 et celui de Morais en 1926. La coopérative de Bas-Caraquet ouvre en 1945 mais ferme ses portes en 1954. Le bureau de poste de Sewellville ferme quant à lui ses portes en 1952. Depuis 1953, la Congrégation des Filles de Marie-de-l'Assomption ont un couvent au village.

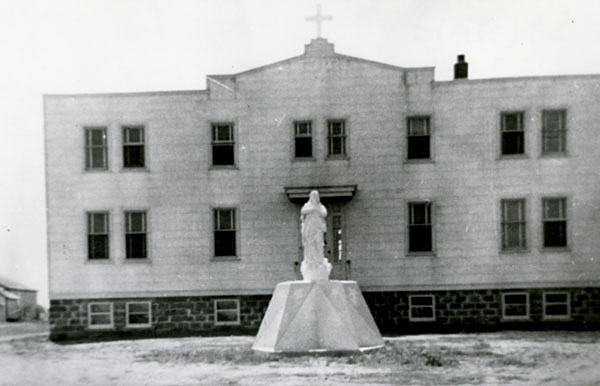
Le couvent de l'Assomption.

Le parc industriel est inauguré dans les années 1960. Le 9 novembre 1966, le village de Bas-Caraquet est constitué en unissant les hameaux et quartiers de Middle-Caraquet, Bas-Caraquet et Morais. L'hôtel de ville est construit la même année. Les bureaux de poste de Caraquet-Centre et de Morais sont fermés en 1970, laissant un seul à Saint-Paul.
En 1978, un entrepôt frigorifique est construit dans le parc industriel, malgré la protestation des Caraquetois. Il brûle mystérieusement peu après son ouverture et est reconstruit dans le port de Caraquet. La marina est inaugurée le 24 juillet 1982, sur le site du vieux quai chez Alexandre. L'école L'Ecale-des-Jeunes est inaugurée en 1986.
Bas-Caraquet est l'une des localités organisatrices du IVe Congrès mondial acadien, en 2009. Un plan de relance du chantier naval est annoncé en 2010. Un premier bateau est construit en 2013.

## Chronologie municipale

Évolution territoriale de la paroisse de Caraquet après 1966.

1831 : Érection de la paroisse de Caraquet dans la paroisse de Saumarez.
1851 : La paroisse de Shippagan se détache de la paroisse de Caraquet.
1897 : Érection de la paroisse de Paquetville à partir de portions des paroisses de Caraquet et d'Inkerman.
1961 : Constitution de la ville de Caraquet dans la paroisse de Caraquet.
1966 : La municipalité du comté de Gloucester est dissoute et le DSL de la paroisse de Caraquet est créé. Les villages de Bas-Caraquet et Bertrand et les DSL de Pokesudie, Saint-Simon et Village-Blanchard sont constitués dans la paroisse de Caraquet,.

## Démographie
(juillet 2016).
Le village comptait 1471 habitants en 2006, soit une baisse de 12,9 % en 5 ans. Il y avait alors en tout 605 ménages dont 420 familles. Les ménages comptaient en moyenne 2,4 personnes tandis que les familles comptaient en moyenne 2,9 personnes. Les ménages étaient composés de couples avec enfants dans 25,6 % des cas, de couples sans enfants dans 26,4 % des cas et de personnes seules dans 25,6 % des cas alors que 22,3 % des ménages entraient dans la catégorie autres (familles monoparentales, colocataires, etc.). 60,7 % des familles comptaient un couple marié, 16,7 % comptaient un couple en union libre et 22,6 % étaient monoparentale. Dans ces dernières, une femme était le parent dans 68,4 % des cas. L'âge médian était de 44,2 ans, comparativement à 41,5 ans pour la province. 86,8 % de la population était âgée de plus de 15 ans, comparativement à 83,8 % pour la province. Les femmes représentaient 49,7 % de la population, comparativement à 51,3 % pour la province. Chez les plus de 15 ans, 42,6 % étaient célibataires, 39,8 % étaient mariés, 5,9 % étaient séparés, 3,9 % étaient divorcés et 7,4 % étaient veufs. De plus, 13,2 % vivaient en union libre.
| 1760 | 1761 | 1871  | 1981  | 1986  | 1991  | 1996  | 2001  | 2006  | 2011  |
| ---- | ---- | ----- | ----- | ----- | ----- | ----- | ----- | ----- | ----- |
| 26   | 43   | 1 500 | 1 859 | 1 913 | 1 849 | 1 775 | 1 689 | 1 471 | 1 380 |

| 2016  | 2021  | - | - | - | - | - | - | - | - |
| ----- | ----- | - | - | - | - | - | - | - | - |
| 1 305 | 1 311 | - | - | - | - | - | - | - | - |

## Administration

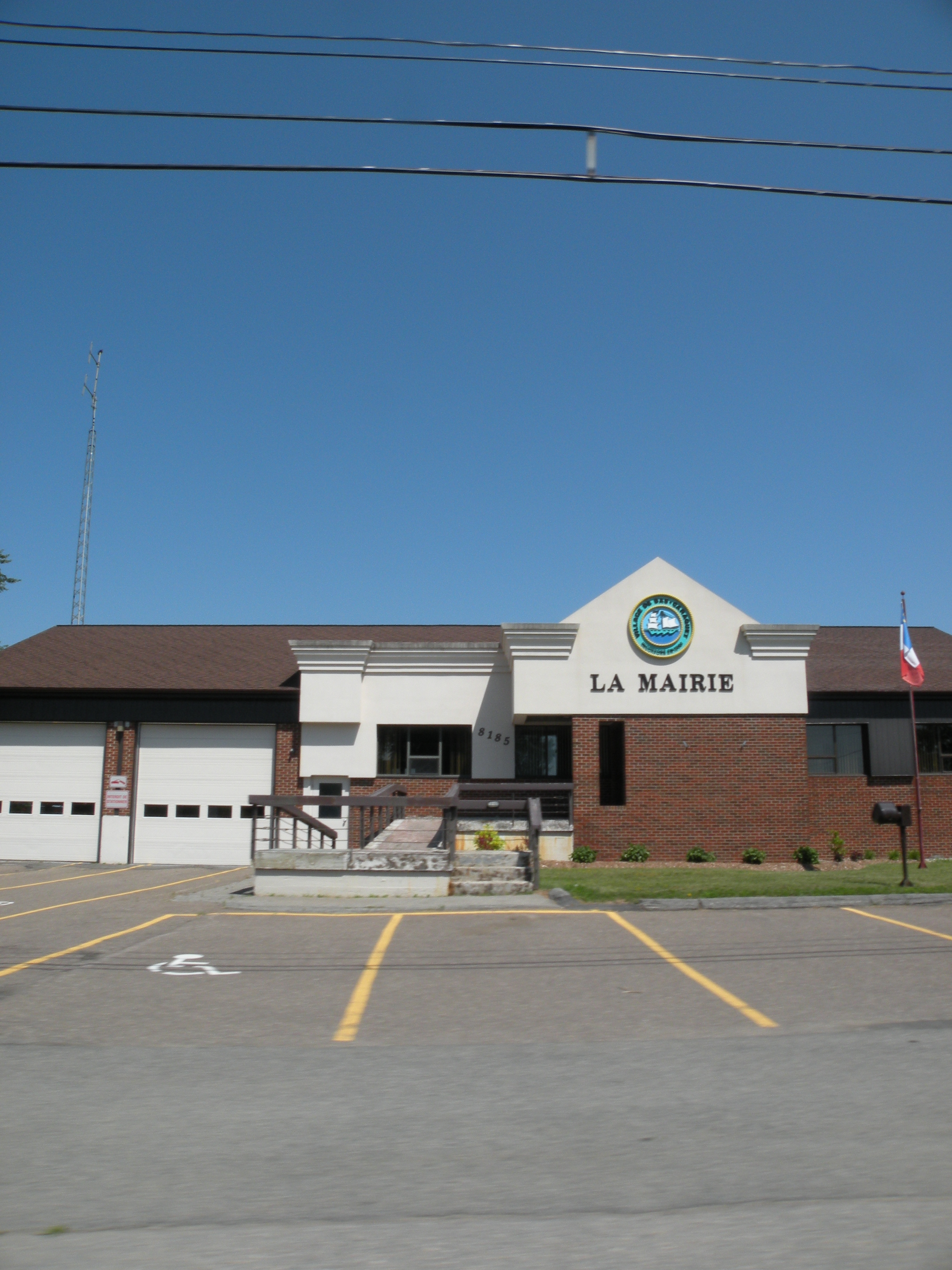
La mairie.

(juillet 2016).

### Conseil municipal
Le conseil municipal est formé d'un maire, de deux conseillers généraux et de quatre conseillers de quartiers. La mairesse a été élue lors de l'élection du 12 mai 2008 face au maire sortant et tous les conseillers ont été élus par acclamation lors de l'élection du 12 mai 2008. À la suite d'une erreur administrative, une élection partielle a lieu dans le quartier #3 le 23 juin suivant, où Jean-Marie Gionet l'emporte sur René Friolet. Le conseil municipal actuel est élu lors de l'élection quadriennale du 10 mai 2016.
| Fonctions               | Nom(s)                                                                                     |
| ----------------------- | ------------------------------------------------------------------------------------------ |
| Mairesse                | Agnès Doiron                                                                               |
| Conseillers généraux    | Marcelin Thériault, Roger R. Chiasson                                                      |
| Conseillers de quartier | Cyrénius Doiron (#1), Sylvio Lanteigne (#2), Jean-Marie Gionet (#3) et Daniel Gionet (#4). |

| Fonctions               | Nom(s) |
| ----------------------- | --- |
| Mairesse                | Agnès Doiron                                                                                                   |
| Conseillers généraux    | Roger R. Chiasson, Marcellin Marcel Thériault                                                                  |
| Conseillers de quartier | Cyrénius Doiron (#1), Sylvio Lanteigne (#2), René Gionet (#3), Jean-Marie Gionet (#4) et Michel R. Gionet (#4) |

|  | Indépendant | 1966-1971     | Juste Thériault       |
|  | Indépendant | 1971-1974     | Adonia Lanteigne      |
|  | Indépendant | 1974-1977     | Béatrice Doiron       |
|  | Indépendant | 1977-1980     | Amédée Lanteigne      |
|  | Indépendant | 1980-1983     | Béatrice Doiron       |
|  | Indépendant | 1983-1986     | Juste Thériault       |
|  | Indépendant | 1986-1991     | Théophane (Théo) Noël |
|  | Indépendant | 1991-1995     | Philippe Boucher      |
|  | Indépendant | 1995-2001     | Gaston Moore          |
|  | Indépendant | 2001-2008     | Jean Lanteigne        |
|  | Indépendant | 2008-en cours | Agnès Doiron          |

### Commission de services régionaux
Bas-Caraquet fait partie de la Région 4, une commission de services régionaux (CSR) devant commencer officiellement ses activités le 1er janvier 2013. Bas-Caraquet est représenté au conseil par son maire. Les services obligatoirement offerts par les CSR sont l'aménagement régional, la gestion des déchets solides, la planification des mesures d'urgence ainsi que la collaboration en matière de services de police, la planification et le partage des coûts des infrastructures régionales de sport, de loisirs et de culture ; d'autres services pourraient s'ajouter à cette liste.

### Fusion à venir
Le village doit être fusionnée à Caraquet avec plusieurs autres localités (Évangéline, Landry, Pokemouche, Pokesudie, Saint-Simon et Village-Blanchard) d'ici janvier 2023, à la suite de la présentation du Livre blanc de la réforme municipale, en novembre 2021. Cette nouvelle entité comprendra une population estimée à 7 893 habitants, et une assiette fiscale de 592 732 262$.

### Représentation
Bas-Caraquet est membre de l'Association francophone des municipalités du Nouveau-Brunswick.
 Nouveau-Brunswick : Bas-Caraquet fait partie de la circonscription de Caraquet, qui est représentée à l'Assemblée législative du Nouveau-Brunswick par Hédard Albert, du Parti libéral. Il fut élu en 2003 puis réélu en 2008 et en 2010.
 Canada : Bas-Caraquet fait partie de la circonscription d'Acadie-Bathurst. Cette circonscription est représentée à la Chambre des communes du Canada par Serge Cormier, du Parti Libéral. Il fut élu lors de l'élection de 2015, à la suite du long règne du député Yvon Godin.

## Économie

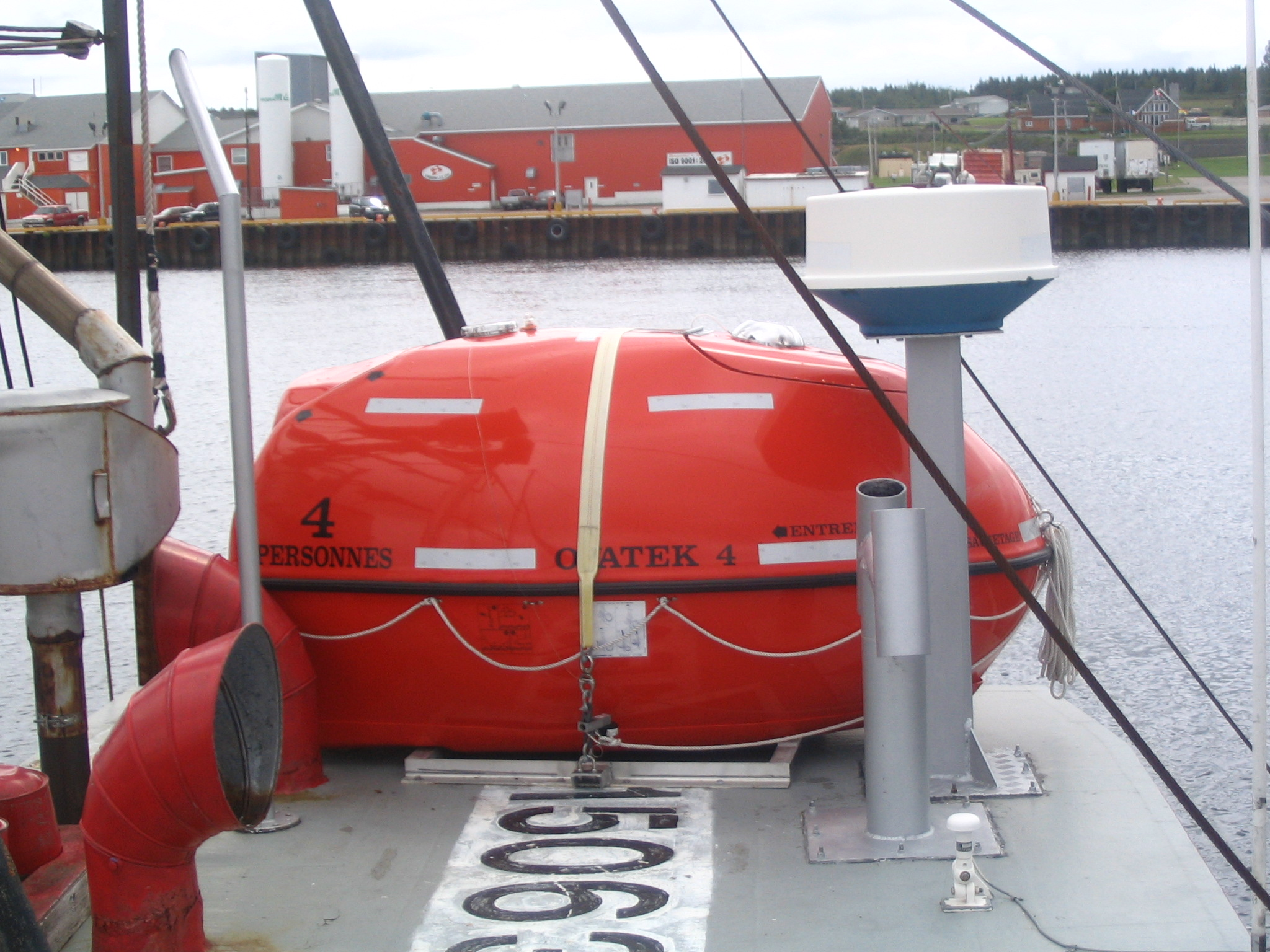
Une capsule Ovatek.

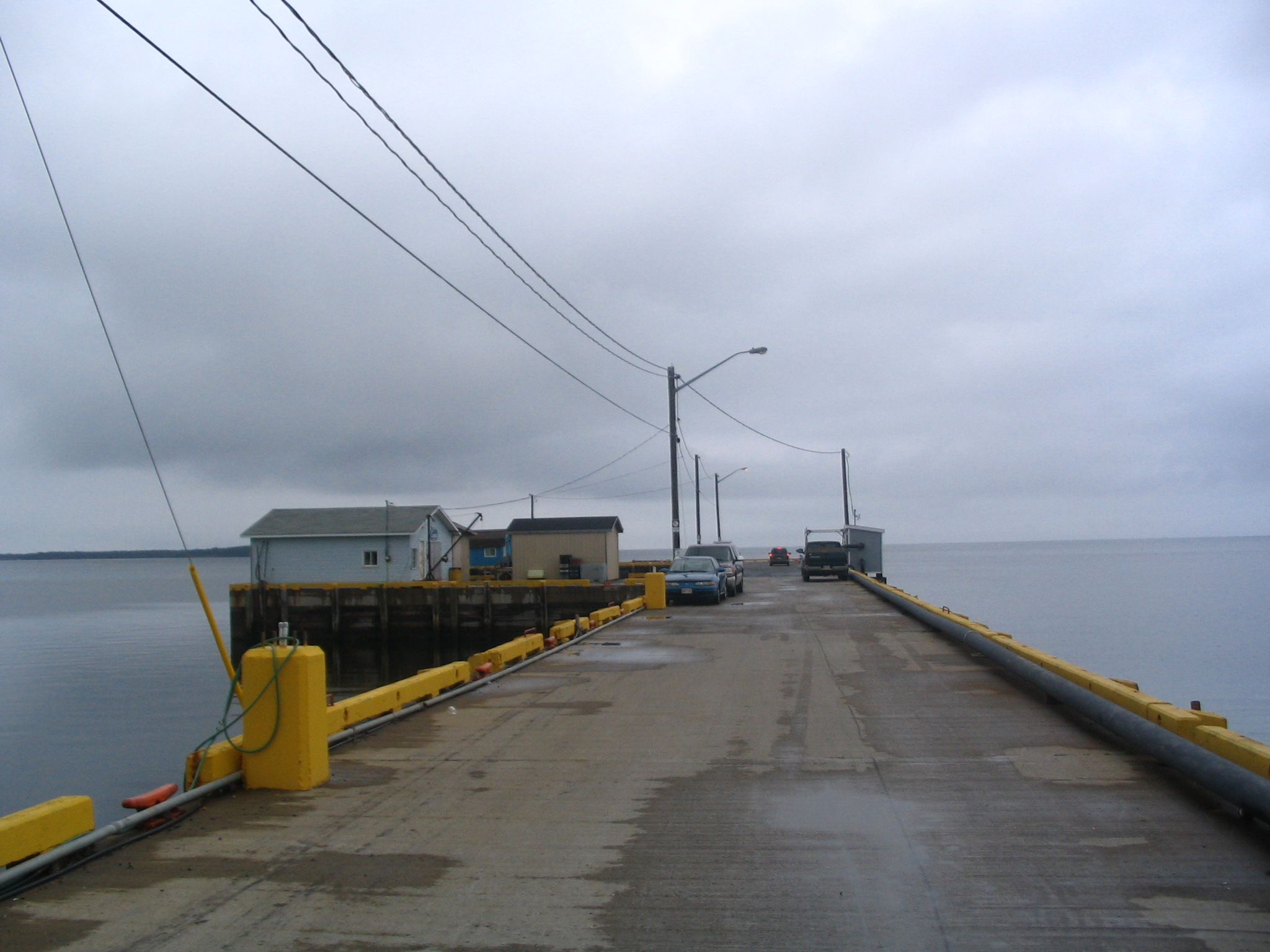
Le port de pêche de Bas-Caraquet.

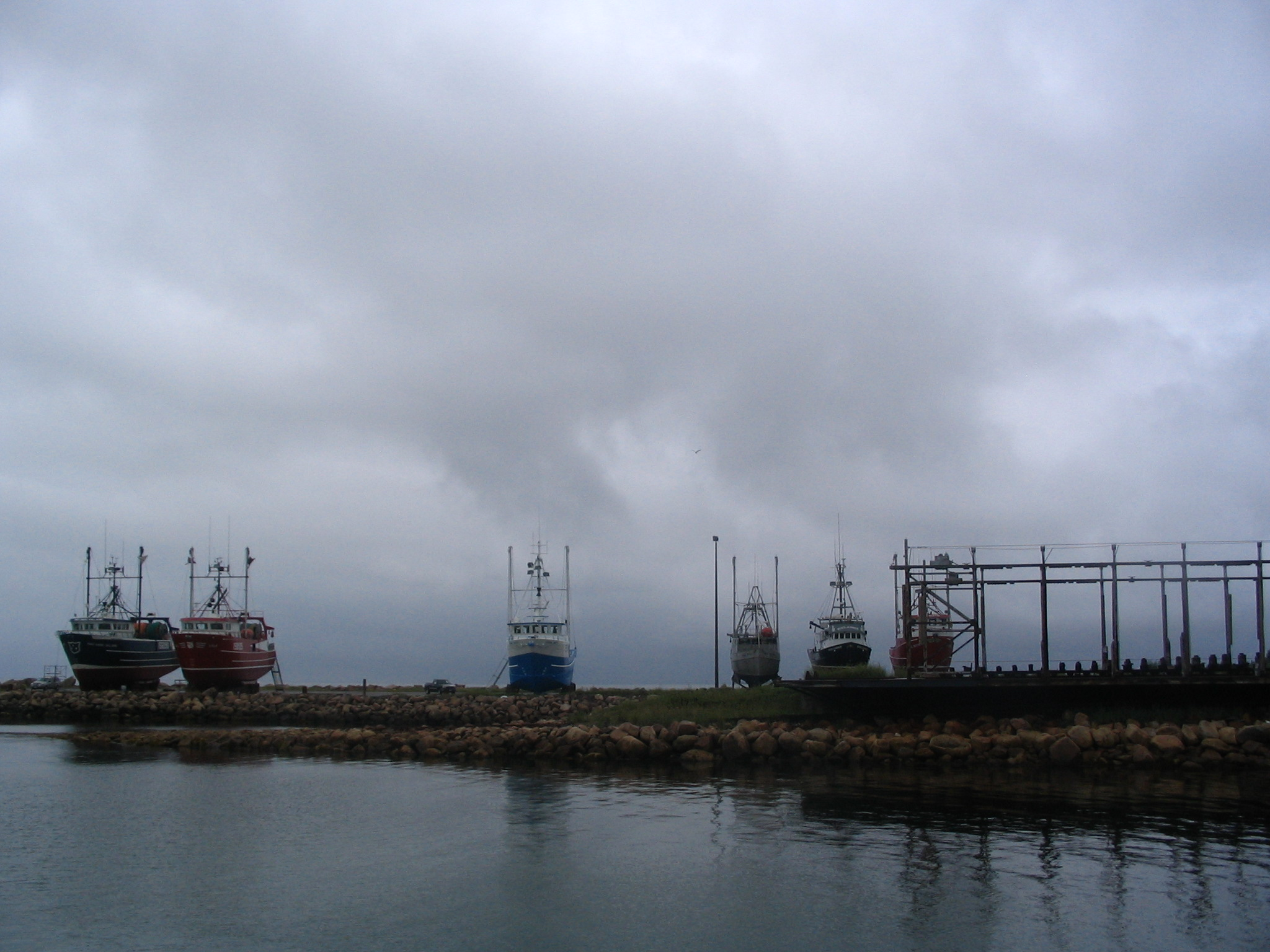
Le chantier naval de Bas-Caraquet.

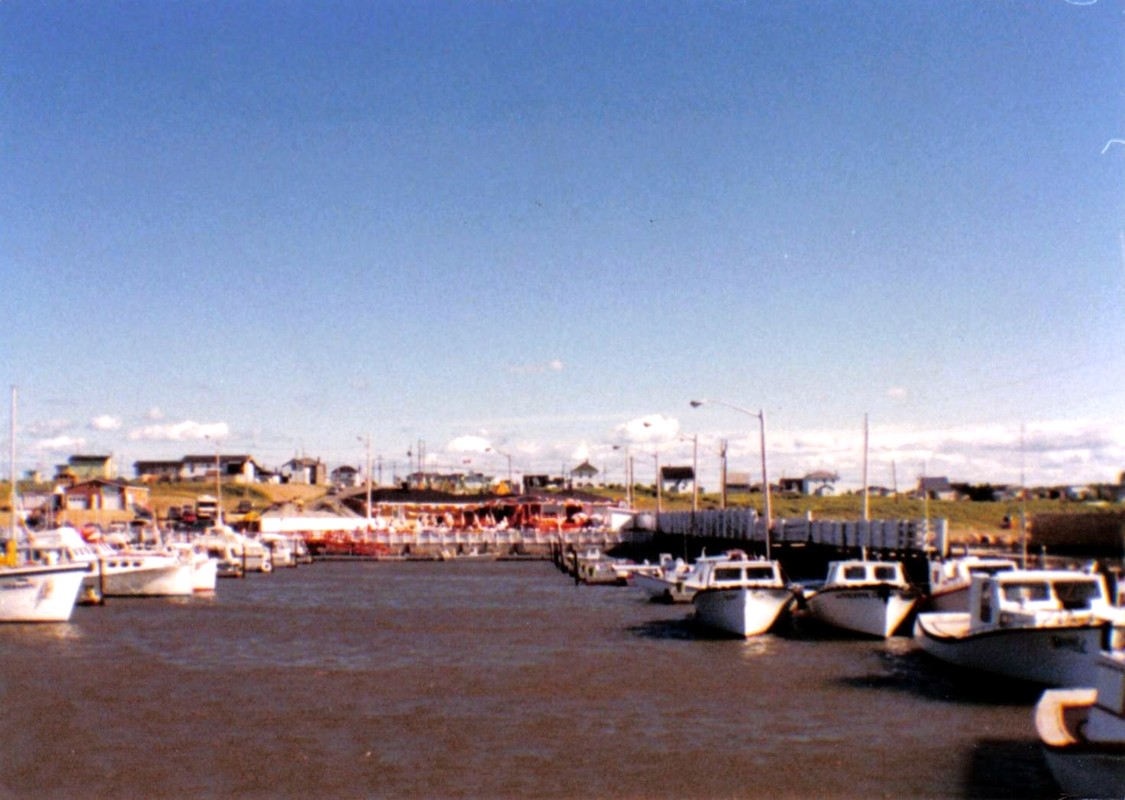
La marina de Bas-Caraquet.

La plupart des gens travaillent au village ou à proximité. L'industrie touristique crée quelques emplois sur place et il y a aussi de nombreux emplois disponibles dans le commerce, l'industrie de la pêche, la fabrication et la fonction publique à Caraquet. L'économie de Bas-Caraquet est quant à elle centrée sur la pêche et la construction navale. Le village possède en effet un chantier naval et plusieurs industries reliées. Comme dans le reste de la Péninsule acadienne, plusieurs habitants sont pêcheurs. Dans le parc industriel se trouve, entre autres, l'usine Ovatek. Cette entreprise construit une capsule de sauvetage pour bateaux. Le village compte quelques dizaines de commerces, dont une succursale de la Caisse populaire Acadie, basée à Caraquet et membre d'UNI Coopération financière. Bas-Caraquet est aussi une destination touristique et compte un terrain de camping ainsi que des chalets.
Entreprise Péninsule, un organisme basé à Tracadie-Sheila faisant partie du réseau Entreprise, a la responsabilité du développement économique de la région.

## Vivre à Bas-Caraquet

### Éducation
L'école locale, L'Escale des jeunes, accueille les élèves de la maternelle à la 8e année. C'est une école publique francophone faisant partie du sous-district 5 du district scolaire Francophone Nord-Est. Les élèves doivent poursuivre leurs études à la Polyvalente Louis-Mailloux de Caraquet. Bas-Caraquet possède toutefois une bibliothèque publique. La ville de Shippagan compte le CCNB-Péninsule acadienne et un campus de l'Université de Moncton.
Les anglophones bénéficient d'une école à Brantville accueillant les élèves de la maternelle à la huitième année. Ils doivent ensuite poursuivre leurs études à Miramichi. Les établissements d'enseignement supérieurs anglophones les plus proches sont à Fredericton ou Miramichi.

### Autres services publics
Bas-Caraquet possède une caserne de pompiers. Son service de pompier est fusionné avec celui de Caraquet et il dessert également des localités voisines. Les deux municipalités partagent aussi des services de voirie.
Le village possède également un bureau de poste, un Centre d'Accès Communautaire et un club d'âge d'or. La population dépend toutefois beaucoup de Caraquet pour la majeure partie de ses services. Le détachement de la Gendarmerie royale du Canada le plus proche est d'ailleurs situé à Caraquet. Cette ville dispose également d'un poste d'Ambulance Nouveau-Brunswick et de l'hôpital de l'Enfant-Jésus.
Existant depuis le 20 juillet 1995, la Commission de gestion des déchets solides de la Péninsule acadienne (COGEDES) a son siège-social à Caraquet et la municipalité y a un représentant. Les déchets sont transférés au centre de transbordement de Tracadie-Sheila et les matières non-recyclables sont ensuite enfouies à Allardville.

### Médias
La maison d'édition Cédici est basée à Bas-Caraquet. Celle-ci publie 14 journaux et revues dans le nord-est du Nouveau-Brunswick, en plus de différents livres. L'Écho de Bas-Caraquet est publié mensuellement par Cédici à 800 exemplaires gratuits. Le quotidien du village est L'Acadie nouvelle, publié à Caraquet. Le quotidien anglophone est Telegraph-Journal, publié à Saint-Jean.

### Religion
Bas-Caraquet est desservi par la paroisse catholique Saint-Paul. Il y a aussi le couvent des Filles de Marie de l'Assomption. Bas-Caraquet est, avec Sainte-Marie–Saint-Raphaël, la seule municipalité de la Péninsule acadienne où le conseil municipal récite une prière avant les réunions.

### Sport et parcs
La ville dispose d'un port de plaisance et d'un terrain de camping. La plage municipale est une plage d'eau salée avec vestiaires, toilettes, douches, terrain de jeux, parc aquatique, aires de pique-nique et de barbecue, restaurant et bar. Des cours de plongée sont disponibles.

## Culture

### Langues
Selon la Loi sur les langues officielles, Bas-Caraquet est officiellement francophone puisque moins de 20 % de la population parle l'anglais.

### Personnalités
- Claude Le Bouthillier est né en 1946 à Bas-Caraquet. Psychologue de formation, il a publié plusieurs romans et un recueil de poésie ;
- J. Antonin Friolet (1918-2002), éducateur, journaliste, pilote, chef de bureau dans l'Aviation royale du Canada, traducteur-interprète et auteur, né à Bas-Caraquet ;
- Abbé Lanteigne, ancien chef d'antenne du Téléjournal/Acadie, est né à Bas-Caraquet ;
- Aurelda Michaud-Achorn (1941- ), chercheuse et psychologue pratiquant en Australie, née à Bas-Caraquet.

### Architecture et monuments

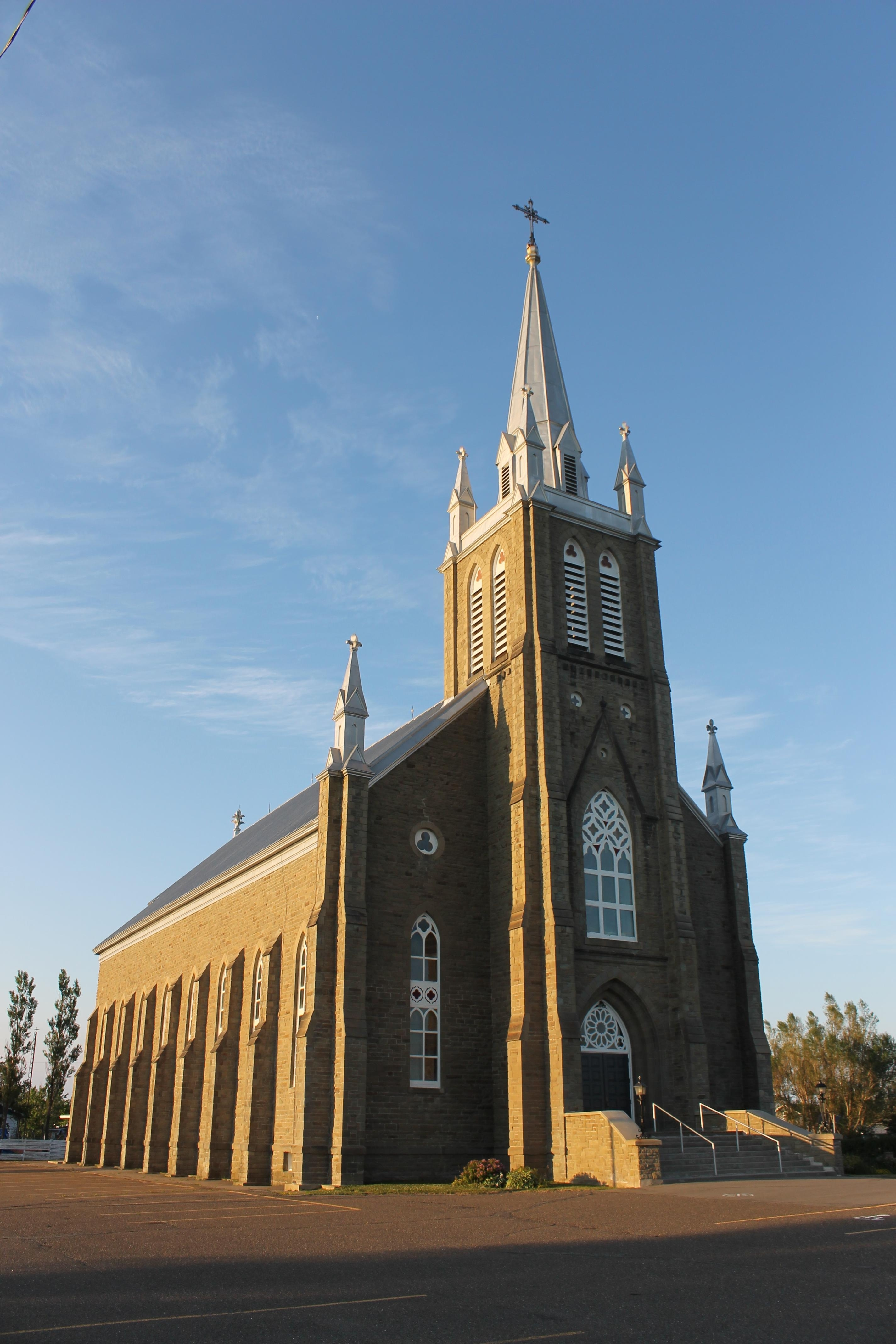
L'ancienne église Saint-Paul.

Le patrimoine architectural de Bas-Caraquet a en grande partie été démoli, dont l'Église Saint-Paul de Bas-Caraquet, incendiée en 2018.
C'était un édifice de style néogothique mesurant 53 mètres de long par 18 mètres de large. Elle fut construite entre 1902 et 1908 par James Howell de Bathurst, selon les plans de Nazaire Dugas. Les paroissiens n'ayant pas beaucoup d'argent, ils allèrent chercher la pierre eux-mêmes en bateau ou en traîneau, à Caraquet et dans les Caps. L'extérieur est fait en pierres taillées, et sciées aux coins. La construction de l'église diffère des autres de la région, et elle était en fait une des deux seules au pays fait de cette façon à l'époque. La fondation est en pierres au lien d'en ciment. Les murs sont faits d'une charpente de bois, suivi des murs extérieurs de pierres, renforcis par des pillastres de pierre. Le vide est rempli de gravier et de ciment. Des travaux majeurs ont été effectués en 1988 pour solidifier la structure. L'église mesure 46 mètres de haut. Au-dessus de la porte d'entrée se trouve une rosace. En haut se trouve un clocher octogonal argenté. Les vitraux furent installés entre 1912 et 1916. Au nombre de 27, ils furent fabriqués par Henri Perdriau, de Montréal. Sur les vitraux figurent Saint Michel, Sainte Anne, Saint Joachim, Saint Jean Eudes, Saint Louis de France, Saint Dominique, Sainte Rose de Lima, Saint Martin, Saint François Xavier, Saint André, Saint Luc, Saint Jean Baptiste et Saint Jean l'évangéliste. L'orgue de l'église fut acheté en 1996 de l'abbaye Saint-Benoit-du-Lac, au Québec. Il fut construit en 1962.

### Cuisine
La cuisine acadienne utilise couramment des ingrédients comme le poisson, le porc et quelques légumes dont les fèves séchées, les patates (pommes de terre), le chou et le navet. Les plats à base de céréales comme le gruau, les crêpes et le pain sont très fréquents. Aux produits locaux s'ajoutent ceux provenant d'un commerce ancien avec les Antilles et le Brésil, tels que la mélasse, la cassonade, les raisins secs et le riz. Le poisson est si populaire à Caraquet, les gens mangeaient autrefois toutes les parties de la morue, que cela valu le sobriquet de « mangeurs de morue » à la population. Dans la région, les assaisonnement se résument aux herbes salées, aux oignons et à la sarriette. Parmi les plats communs aux différentes régions comme le pâté de viande et le boudin, le plus populaire reste le fricot, une soupe dont il existe une vingtaine de variétés dont au poulet, au poisson, au fruits de mer et au gibier. Un autre plat populaire est la soupe aux légumes et à l'orge, aussi appelée soupe du dimanche, soupe à toutes sortes de choses, soupe à la ferraille ou grosse soupe. Par contre, les mets faits de patates râpées, tels que le chior et la poutine râpée, sont inconnus de Caraquet. C'est l'une des seules régions où l'on consommait autrefois le castor, la marmotte, l'ours et le goéland.
Les restaurants du village servent de la cuisine acadienne, canadienne et italienne.

### Folklore, traditions et événements
Bas-Caraquet organise le Festival Marin du Nouveau-Brunswick.